# Panoramio
Panoramio – nieistniejąca globalna fotowitryna internetowa należąca do Google, w której każdy użytkownik mógł zamieszczać własne zdjęcia z jednoczesnym zaznaczeniem ich miejsca na mapie. Warunkiem zaakceptowania zdjęć przez administratora strony była ich użyteczność geograficzna, tzn. musiały przedstawiać one np. ciekawe miejsca, budynki lub naturę itp. w sposób obiektywny. Witryna udostępniała pliki w formacie KML, które mogły być przeglądane między innymi w programie Google Earth.

## Historia

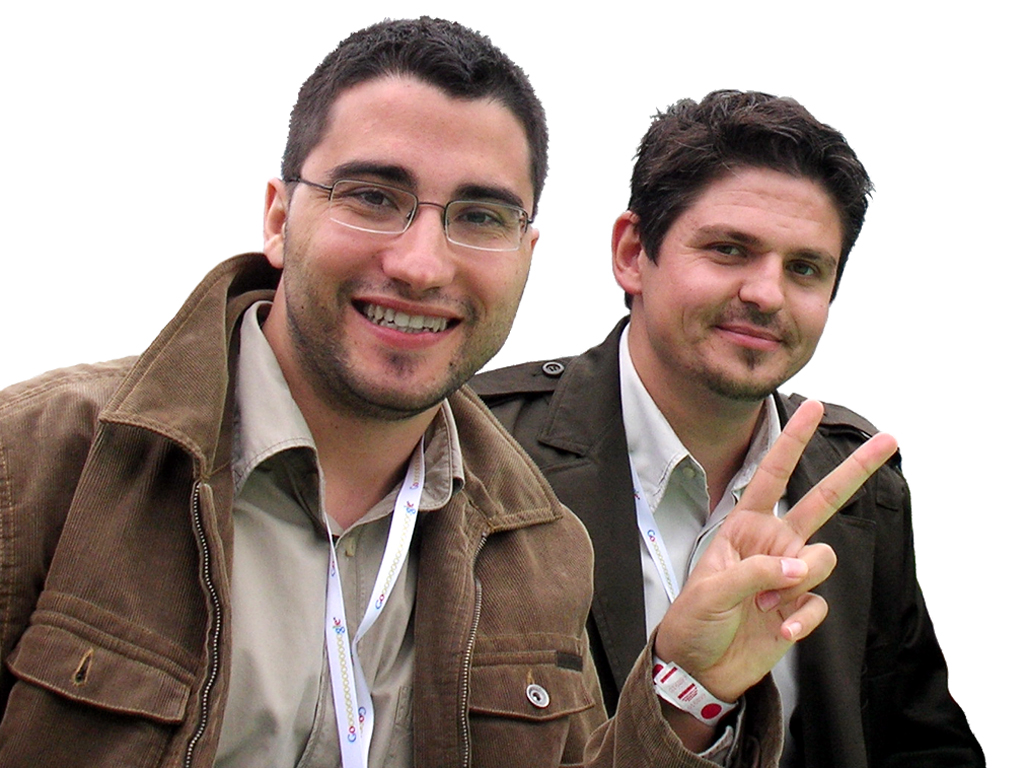
Twórcy Panoramio

Panoramio powstał w lecie 2005 roku, z inicjatywy dwóch hiszpańskich przedsiębiorców: Joaquina Cuenca Abeldy i Eduardo Manchona Aguilara, zaś oficjalnie rozpoczął swą działalność 3 października 2005. 19 marca 2007 zasoby Panoramio przekroczyły 1 milion fotografii, a 3 miesiące później osiągnęły liczbę 2 milionów. Wtedy też witryną zaczęło interesować się Google, które 30 maja 2007 ogłosiło oficjalnie chęć przejęcia witryny. Przejęcie nastąpiło w lipcu 2007 roku.
Panoramio rozrosło się do kilkumilionowej światowej społeczności. We wrześniu 2014 było dostępne w 47 wersjach językowych.

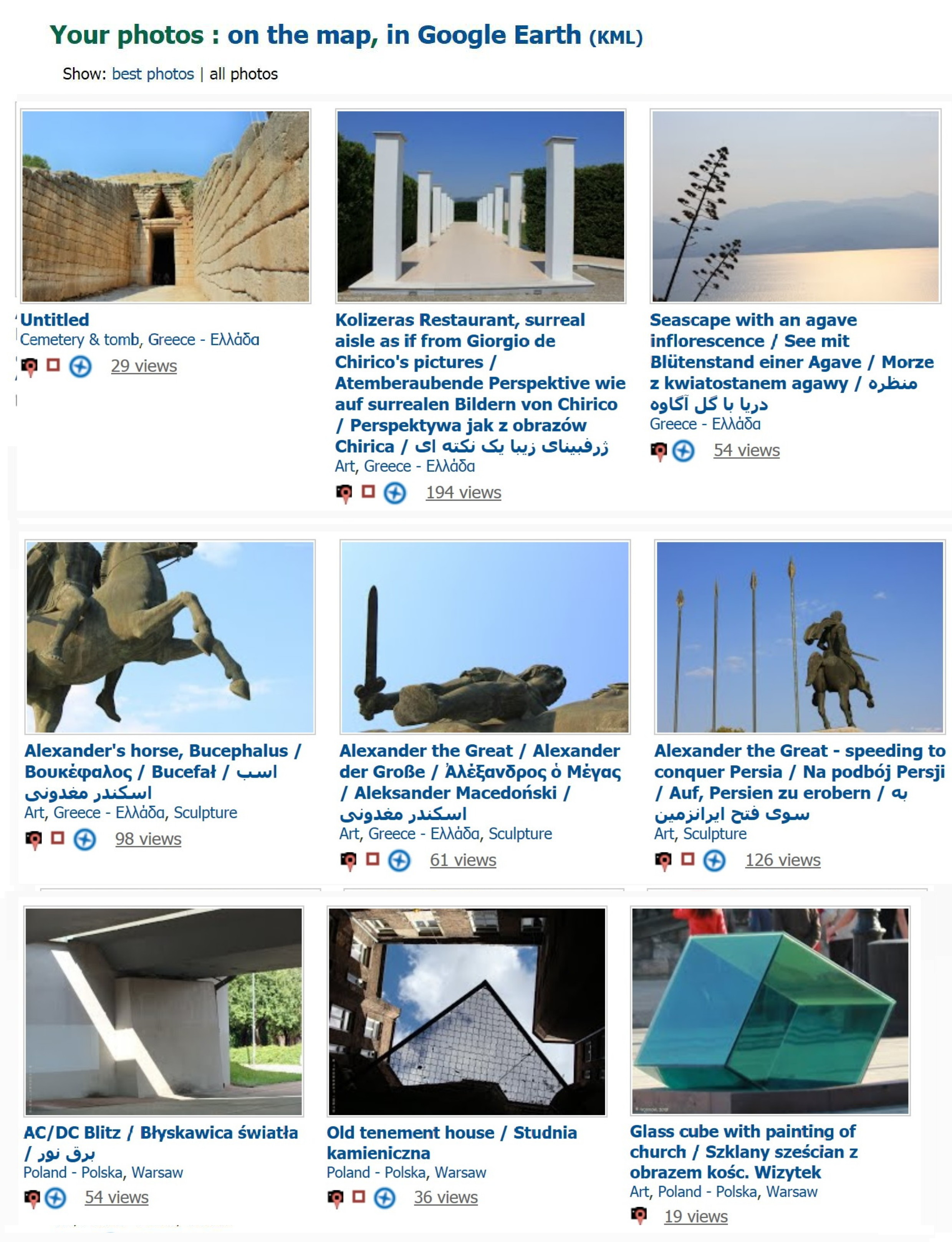
Przykładowa strona Panoramio (użytkownika 656563) – widoczne niektóre opcje

16 września 2014 r. Google ogłosiło, że zamierza zamknąć Panoramio i przenieść je do Google Maps Views. Przy okazji tej migracji mają zniknąć usługi ważne dla społeczności Panoramio, takie jak „komentarze”, „ulubieni fotografowie” oraz „grupy”. 23 września założyciele Panoramio Joaquín Cuenca Abela, Jose Florido Conde i Eduardo Manchón Aguilar zainicjowali petycję online skierowaną do Google pt. Google: Keep The Panoramio Community Alive z prośbą o niezamykanie strony. Informacje o tej mobilizacji członków Panoramio trafiły na różnojęzyczne media internetowe.
Ostatecznie serwis miał przestać działać 4 listopada 2016 r, a zdjęcia do tego czasu miały migrować na konta użytkowników Google Photos. Autorzy, którzy nie zdecydowali się przełączyć konta w ramach Google+ i co za tym idzie przenieść zdjęcia, dostali możliwość zachowania dostępu do swoich zdjęć w serwisie do listopada 2016 oraz mogli pobrać swoje pliki. Faktycznie portal przestał działać dnia 1 lutego 2018, natomiast wiele zdjęć nie zostało przez ich autorów przeniesione do Google. Serwis Google+ również został wkrótce wygaszony (w kwietniu 2019) „z powodu niskiego zainteresowania usługą”.